# Старе границе очевог имања
Старе границе очевог имања је југословенска телевизијска драма из 1989. године. Режирао је Војислав Милашевић, а сценарио је написао Вељко Радовић.